# LaMonica McIver
LaMonica McIver, född 20 juni 1986 i Newark i New Jersey, är en amerikansk politiker (demokrat). Hon är ledamot av USA:s representanthus sedan 2024.
Kongressledamot Donald Payne Jr. avled 2024 i ämbetet och i det efterföljande fyllnadsvalet besegrade McIver republikanen Carmen Bucco och två övriga kandidater.